# Jan Pijnenburg
Johannes "Jan" Baptist Norbertus Pijnenburg (Tilburg, 15 de febrer de 1906 - Tilburg, 2 de desembre de 1979) va ser un ciclista en pista neerlandès que fou professional entre 1929 i 1940.
Abans de passar al professionalisme va prendre part en els Jocs Olímpics d'Amsterdam de 1928, en què guanyà una medalla de plata en la prova de persecució per equips, fent equip amb Johannes Maas, Piet van der Horst i Janus Braspennincx.
Com a professional va destacar en les curses de sis dies. També guanyà cinc campionats nacionals de pista professionals i un d'amateur. Durant la seva carrera esportiva aconseguí més de 300 victòries.
En retirar-se va obrir un hotel-restaurant a la seva ciutat anomenat 'Old Dutch'.

## Palmarès
- 1928
  -  Medalla de plata als Jocs Olímpics d'Amsterdam en persecució per equips
- 1930
  -  Campió dels Països Baixos de 50 km
- 1931
  -  Campió dels Països Baixos de 50 km
  - 1r als Sis dies de Dortmund (amb Adolf Schön)
  - 1r als Sis dies de Berlín (amb Adolf Schön)
- 1932
  - 1r als Sis dies d'Amsterdam (amb Piet Van Kempen)
  - 1r als Sis dies de París (amb Piet Van Kempen)
  - 1r als Sis dies de Dortmund (amb Piet Van Kempen)
  - 1r als Sis dies de Chicago (amb Adolphe Van Nevele)
  - 1r als Sis dies de Brussel·les (amb Janus Braspennincx)
- 1933
  - 1r als Sis dies d'Amsterdam (amb Cor Wals)
  - 1r als Sis dies de Brussel·les (amb Adolf Schön)
  - 1r als Sis dies de Frankfurt (amb Viktor Rausch)
  - 1r als Sis dies de Stuttgart (amb Emil Richli)
- 1934
  - 1r als Sis dies d'Anvers (amb Cor Wals)
  - 1r als Sis dies de Brussel·les (amb Cor Wals)
  - 1r als Sis dies de París (amb Cor Wals)
- 1935
  -  Campió dels Països Baixos de persecució
- 1936
  -  Campió dels Països Baixos de persecució
  - 1r als Sis dies de Rotterdam (amb Cor Wals)
  - 1r als Sis dies de Copenhaguen (amb Frans Slaats)
- 1937
  - 1r als Sis dies d'Anvers (amb Frans Slaats)
- 1938
  -  Campió dels Països Baixos de persecució